# Петровский, Иван Иванович
Ива́н Ива́нович Петро́вский (род. 1863, Александровск — ?) — коллекционер и меценат.

## Биография
Родился в дворянской семье. С раннего детства обучался музыке у частных преподавателей, игра на скрипке стала его увлечением на всю жизнь. Закончил классическую мужскую гимназию. В Александровске Петровский был известен как меценат и покровитель учебных заведений. За деятельность в этих направлениях Иван Иванович удостоился звания почётного гражданина.
В 1901 году переехал в Екатеринослав, проживал на ул. Упорной (ныне ул. Глинки).
В Екатеринославе покровительствовал образовательным учреждениям, был членом Екатеринославского общества попечительства образования.
Друзьями И. И. Петровского были такие архитектор Д. С. Скоробогатов, педагог И. Я. Акинфиев, почётный гражданин города Г. П. Алексеев. У Ивана Ивановича часто бывали гости, которые любили осматривать новинки его коллекции живописи, большую часть которой он пожертвовал Екатеринославской картинной галерее, открытой в 1914 году.